# 馮乳陳
馮乳陳（？—410年），北燕将领，长乐郡信都县（今河北省衡水市冀州区）人，冯跋从兄子，粗犷勇气过人。
因为后燕慕容熙暴虐，他离开龙城。407年随冯跋杀死慕容熙，立高云为主，他任中军将军。408年，馮乳陳任并州牧，镇守白狼。409年，冯跋即位，封上谷公、征西大将军、并青二州牧。410年，馮乳陳和广川公冯万泥一起谋反，被冯弘讨伐，他们夜袭冯弘大营中埋伏，投降后被杀。

## 家族
- 长乐冯氏